# Ayako Kitamoto
Ayako Kitamoto (北本 綾子 Kitamoto Ayako?,  nacido el 22 de junio de 1983 en Hokkaido) es una exfutbolista japonesa que jugaba como delantero.
Kitamoto jugó 17 veces y marcó 4 goles para la selección femenina de fútbol de Japón entre 2004 y 2010.

## Trayectoria

### Clubes
| Club             | País  | Año         |
| ---------------- | ----- | ----------- |
| Urawa Reds       | Japón | 2004 - 2010 |
| Orca Kamogawa FC | Japón | 2014 - 2015 |

### Selección nacional
| Selección | País  | Año         |
| --------- | ----- | ----------- |
| Absoluta  | Japón | 2004 - 2010 |

## Estadística de equipo nacional
| Selección femenina de fútbol de Japón | Selección femenina de fútbol de Japón | Selección femenina de fútbol de Japón |
| Año                                   | Partidos                              | Goles                                 |
| ------------------------------------- | ------------------------------------- | ------------------------------------- |
| 2004                                  | 2                                     | 3                                     |
| 2005                                  | 4                                     | 0                                     |
| 2006                                  | 0                                     | 0                                     |
| 2007                                  | 1                                     | 0                                     |
| 2008                                  | 2                                     | 0                                     |
| 2009                                  | 3                                     | 0                                     |
| 2010                                  | 5                                     | 1                                     |
| Total                                 | 17                                    | 4                                     |